# طرخشقون ضيق الفلقات
طرخشقون ضيق الفلقات (باللاتينية: Taraxacum stenolobum ) هو نوع نباتي يتبع جنس الطرخشقون من القبيلة الشيكورية.